# Кладбінка
Кла́дбінка (каз. Кладбинка) — село у складі Жамбильського району Північноказахстанської області Казахстану. Адміністративний центр Кладбінського сільського округу.
Населення — 506 осіб (2021; 660 у 2009, 854 у 1999, 1235 у 1989).
Національний склад станом на 1989 рік:
- росіяни — 63 %.